# Adolfo Díaz

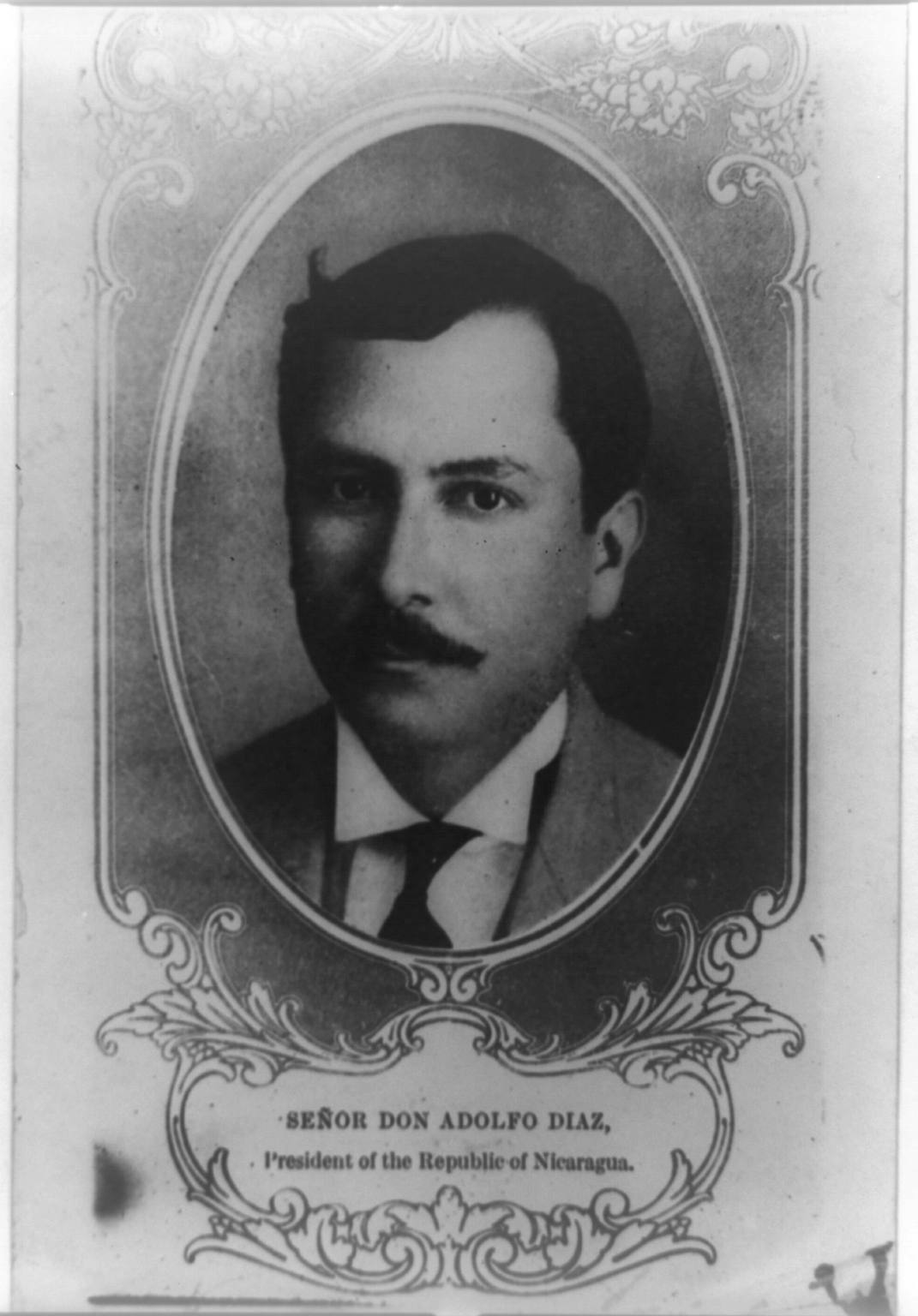
Adolfo Díaz

Adolfo Díaz Recinos (* 15. Juli 1875 in Alajuela, Costa Rica; † 29. Januar 1964 San José, Costa Rica) war von 1911 bis 1917 und von 1926 bis 1929 Präsident von Nicaragua.

## Leben
Díaz war Buchhalter des US-Bergbauunternehmens The Rosario and Light Mines Co. Dieses hatte in Siuna die Minen der La Luz y Los Angeles Mining Company erworben. 1909 hatte Präsident José Santos Zelaya vom liberalen Partido Democratico versucht von The Rosario and Light Mines Co. Steuern zu erheben. Worauf The Rosarion and Light Mines Co. den Aufstand der Partido Conservador mitfinanzierte. José Santos Zelaya trat zurück und die folgenden Präsidenten, José Madriz und Luís Mena Solórzano, wurden von der US-Regierung von William Howard Taft nicht anerkannt. Erst mit Adolfo Díaz Recinos nahm sie wieder Beziehungen auf. Am 31. Dezember 1910 wurden Juan José Estrada zum Präsidenten und Adolfo Díaz Recinos zum Vizepräsidenten, durch die von der Partido Conservador dominierten Asamblea Nacional nominiert. Nach dem Rücktritt von Juan José Estrada wurde am 9. Mai 1911 aus dem Vizepräsidenten Díaz der Präsident Díaz und regierte während der ersten US-Intervention. Zu Beginn seiner ersten Amtszeit, 1911 schuf eine neue Währung, den nicaraguanischen Cordoba und nahm dafür bei US-Banken Kredit auf und überließ als Sicherheit der US-Regierung die direkte Kontrolle der nicaraguanischen Zolleinnahmen. 1912 schlug er die Aufstände der Generäle Benjamín Zeledón und Luis Mena nieder.
Emiliano Chamorro Vargas, den Vorsitzenden der Partido Conservador, schickte Díaz Recinos zur Belohnung für seine Dienste als Botschafter in die USA. Als Dort handelte Chamorro Vargas 1914 den Bryan-Chamorro-Vertrag aus. Dieser gab den USA das unbefristete Recht durch Nicaragua einen Kanal zu bauen, welcher den Pazifischen Ozean mit der Karibik verbinden würde. Seine erste Amtszeit endete am 1. Januar 1913, doch auf diese folgte ununterbrochen die zweite, welche bis zum 1. Januar 1917 dauerte. Vom 11. November 1926 bis zum 31. Dezember 1928 übernimmt er die dritte Präsidentschaftsperiode zu welcher José Carlos Solórzano Gutiérrez gewählt worden war, welcher aber durch Emiliano Chamorro Vargas weggeputscht worden war. Auch in dieser Amtszeit ist Nicaragua von US-Militär besetzt. Er gründete das pädagogische Institut, ließ die Straßen von Managua pflastern und stimmte einem Vertrag zur Gründung der Guardia Nacional de Nicaragua zu. Nach seiner dritten Präsidentschaft ging er ins Exil nach New York, Miami und New Orleans. Er war nicht verheiratet und hinterließ zwei Kinder: Irma Díaz Fajardo und Henry Díaz Rivas.